# Bahiga Hafez
Bahiga Hafez (en árabe: بهيجة حافظ, 1901-1983) fue una actriz, compositora, directora y productora de cine, editora y guionista egipcia.

## Biografía
Bahiga Hafez nació en la ciudad de Alejandría, en el seno de una familia aristocrática con raíces monárquicas. Inició su carrera en el mundo del entretenimiento estudiando música en El Cairo, trasladándose después a la ciudad de París para formarse en composición musical y piano. Recibió educación en varios idiomas como francés y árabe, entre otros.
Después de regresar a Egipto vivió en El Cairo donde fundó un salón de lectura y publicó un álbum titulado Bahiga que recibió buena radiodifusión en la época. En 1930 protagonizó la película Zeinab. Esto le ocasionó ser desheredada por parte de su familia, pues en dicha época actuar en producciones cinematográficas era considerado un acto vergonzoso, especialmente en alguien de su estatus social.

## Carrera

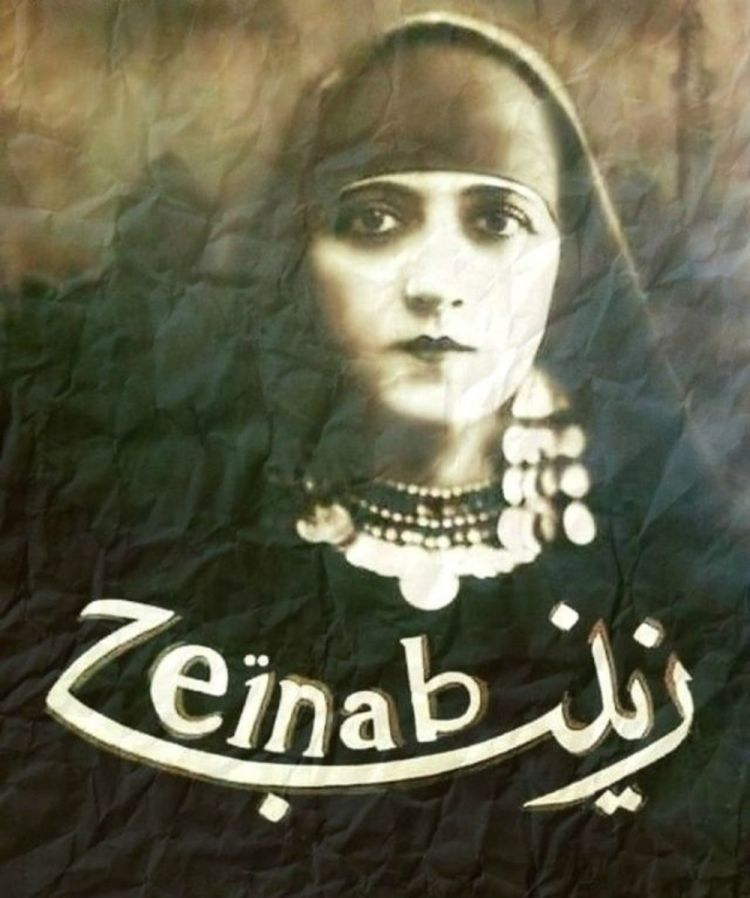
Bahiga Hafez en Zeinab (1930)

Hafez frecuentemente es citada como una de las actrices pioneras del cine egipcio. Inició su carrera en el cine en la película Zeinab (1930), dirigida por Mohamed Karim. Karim buscaba un rostro femenino en particular para protagonizar su película, y luego de conocer a Hafez en una fiesta le ofreció el papel. Su actuación en dicha película creó en Hafez el interés por continuar en la industria cinematográfica.
Dos años después fundó la compañía Fanar Films. Con Fanar Films, Hafez codirigió la película al-Dahaya (1932), llamada "Víctimas" en español, en la cual también interpretó un papel menor. Además fue la diseñadora de vestuario, compositora musical y editora. Su primera película como directora principal fue Laila bint al-sahara (Laila, la chica del desierto) de 1937,) pero no fue publicada hasta 1944 con el título Layla al-Badawiyya (Layla la beduina). Hafez se desempeñó como directora, productora (con Fanar Films), guionista, compositora y actriz principal. La película iba a ser estrenada en el Festival Internacional de Cine de Venecia en 1938 pero su exhibición fue prohibida por mostrar una faceta negativa de los persas. Finalmente fue estrenada en Egipto en el matrimonio de Mohammad Reza Pahleví y la princesa Fawzia de Egipto. Desafortunadamente la película no gozó de éxito comercial.
Luego de pasar varios años alejada de las pantallas, Hafez fue convencida por el director Salah Abou Seif para hacer parte del elenco de su película el Qâhirah talâtîn (1966). Dicha actuación fue la última aparición de Bahiga en la pantalla grande. Por desgracia, mucho de su trabajo como directora se perdió con el tiempo y solo quedan menciones de su obra. Una copia de su película al-Dahaya fue encontrada en 1995.

## Filmografía
| Año  | Título               | Título en inglés      | Crédito                                                           | Notas                                       |
| ---- | -------------------- | --------------------- | ----------------------------------------------------------------- | ------------------------------------------- |
| 1930 | Zeinab               |                       | Actriz, compositora                                               | Primera actuación de Hafez                  |
| 1932 | al-Dahaya            | The Victims           | Actriz, codirectora, diseñadora de vestuario, editora, productora | Película muda - dirigida por Ibrahim Lama   |
| 1934 | el Ittihâm           | The Accusation        | Actriz, productora                                                | Dirigida por Mario Volpi                    |
| 1935 | al-Dahaya            | The Victims           | Actriz, directora, productora                                     | Nueva versión con sonido                    |
| 1937 | Laila bint al-sahara | Laila the Desert Girl | Actriz, compositora, guionista, productora, directora             | Título alternativo: Laila bint al-Badawiyya |
| 1944 | Layla al-Badawiyya   | Layla the Bedouin     | Actriz, compositora, guionista, productora, directora             | Relanzamiento de la película original       |
| 1947 | Zahra                |                       | Actriz, productora                                                | Título alternativo: Zohra                   |
| 1966 | el Qâhirah talâtîn   | Cairo 30              | Actriz                                                            | Dirigida por Salah Abou Seif                |